# Черноморец
Вижте пояснителната страница за други значения на Черноморец.
Черноморец е град в Югоизточна България. Той се намира в община Созопол, област Бургас.

## География
| \| Година на преброяване \| Численост \| \| --------------------- \| --------- \| \| 1934 \| 1360 \| \| 1946 \| 1497 \| \| 1956 \| 1562 \| \| 1965 \| 1475 \| \| 1975 \| 1466 \| \| 1985 \| 1832 \| \| 1992 \| 1975 \| \| 2001 \| 2044 \| \| 2011 \| 2059 \| |           |
| Година на преброяване | Численост |
| 1934 | 1360      |
| 1946 | 1497      |
| 1956 | 1562      |
| 1965 | 1475      |
| 1975 | 1466      |
| 1985 | 1832      |
| 1992 | 1975      |
| 2001 | 2044      |
| 2011 | 2059      |

Черноморец се намира на 25 км на югоизток от областния център гр. Бургас, на южния бряг на Бургаския залив. Разположен е в своеобразна падина край брега. Заливът Свети Никола е дал името си на селището, тъй като до 1951 г. Черноморец се нарича Свети Никола. По идеологически съображения името е сменено, но след политическите промени в края на 1980-те години не е възстановено. На изток от Черноморец са общинския център Созопол и остров Свети Иван. В близост се намира заливът Вромос.

### Климат
Черноморец се отличава с мек и влажен климат, мека зима, късна пролет и приятно топло лято. Слънчевото греене в годината е 2100 – 2200 часа, летните температури на водата са 20 – 26 C, а на въздуха достигат до 32 C.

### Флора и фауна
Растителността във и около Черноморец е характерна за южното черноморско крайбрежие. В близост са странджански гори от предимно дъб и габъри по-рядко от  ясен, бряст, клен и сребриста липа. Срещат се и множество храсти – дрян, глог, трънка, шипка и много видове декоративни растения. До края на миналия век в горите са се развъждали вълци, чакали и лисици. Голямо е разнообразието от птици: орел лешояд, египетски орел, сокол, ястреб и още някои по-дребни грабливи птици. В низината има яребици, бекаси, полски чучулиги, а от пойните птици – косове, славеи и синигери. През района на Черноморец минава Via Pontica, известен още като Пътят на птиците.

### Защитени територии
В района на Черноморец има една защитена местност – „Нос Червенка“ (2 ха) – обявена през 1973 г. с цел запазване скални образувания и опазване естествените местообитания на защитени и редки видове.

## Население

### Етнически състав
Преброяване на населението през 2011 г.
Численост и дял на етническите групи според преброяването на населението през 2011 г.:
|                     | Численост |
| Общо                | 2059      |
| Българи             | 1851      |
| Турци               | 19        |
| Цигани              | 16        |
| Други               | 28        |
| Не се самоопределят | 5         |
| Неотговорили        | 140       |

## Икономика
Основният крайбрежен път, обслужваща главно туристическият поток в общината и селата от източната ѝ част е второкласният II – 99 (Бургас – Черноморец – Созопол – Приморско – Царево – Малко Търново).
Туризмът е основен за икономическото развитие на града. Има местен музей, храм „Свети Никола“, прилежащите параклиси и реставрираната ранновизантийска крепост Акра. Градът предлага и морски познавателни пътувания до островите Света Анастасия и Свети Иван. В непосредствена близост до града са двата къмпинга „Градина“ и „Черноморец“.

## История
Археологическите проучвания на територията на съвременния град Черноморец доказват, че най-ранните заселвания в района на Южното Черноморие датират от епохата на късния неолит. Свидетелство за са локализираните в района праисторически селища в местностите „Аклади Чеири“ и „Гармица“. През 2008 – 2009 г. са проведени теренни археологически проучвания в м. „Аклади“, разположена на западния бряг на Созополския залив. От селището е проучен голям култов център с общо разкрити над 70 ритуални ями и шахти, свидетелстващи за живота на населението в проучваната зона от епохата на неолита, халколита и раннобронзовата епоха. Открити са множество керамични съдове, каменни и костни оръдия на труда и статуетки. Според сведенията на древногръцкия историк Херодот през ранножелязната епоха (края на II хил. пр. Хр. – началото на I хил. пр. Хр.) Созополският залив е населяван от тракийското племе скирмиади, които били известни като много опитни рудари, заемащи полетата на Медни рид, обграждащ залива от нос Атия на север до Маслен нос на юг. Друга късноантична крепост е изградена на нос „Хрисосотира" с цел защита на Созополския залив, осигурявала сигурността на пристанището. Селището просъществувало до първата половина на VII век, когато вследствие на варварски нашествия е опожарено.
За историята на град Черноморец през Средновековието липсват все още достатъчно ясни данни. Според мнението на някои изследователи средновековното селище „Свети Никола" е основано през XII в. на полуостров Хрисосотира (в превод „Христос Златен Спасител“ или по-точно „Спасител на златото“) около манастира „Свети Николай Чудотворец“. Сведения за селището и манастира се съдържат в златопечатната грамота на Йоан VIII Палеолог от август 1437 г., в която се споменава, че императорът дарява на манастира „Свети Йоан Кръстител" земите на манастира „Свети Николай Чудотворец“. През 1626 г. селището и разположеният близо до него манастир са опожарени от върлуващите през този период по целият Бургаски залив запорожки казаци (пирати). Като голямо селище с пристанище село Свети Никола е отбелязано в план на Бургаския залив от 1830 г., изготвен от холандския морски офицер на руска служба Едуард Тетбу дьо Марини. В своето пътуване из района писателят Антон Страшимиров пише: „Село Свети Никола е чисто българско село докато Созопол е една от крепостите на гърцизма по нашето крайбрежие, която е погълнала до днес не по-малко българи отколкото биха били взети в купом всички гръцки поколения живели тук преди идването на българите на полуострова“. До Освобождението с. Свети Никола принадлежало към Созополската кааза и е част от владенията на Сюлейман бей.
След Освобождението на България с. Свети Никола се числяло към село Мехмечкьой (дн. с.Росен) до 1892, а от 1892 г. до 1896 г. – към Созополската община. През 1896 г. селото се обособило като самостоятелна община. От 1936 г. до 1939 г. отново било като самостоятелна община, а от 1939 г. наново било отделено като самостоятелна община. В същата година била пусната първата пътническа лодка, която поддържала редовен рейс Бургас – Созопол. След административното деление на страната през 1957 г. Черноморец става централна община, която включва съседните села Росен, Равна гора и Равадиново.
Християнството прониква в земите на Южното Черноморие още в самото си зараждане. Едни от първите християнски общини са създадени в Деултум (дн. с. Дебелт) и Аполония (дн. Созопол) в средата на II в. сл. Хр. Оскъдни данни за съществуването на християнството за периода II – IV в. дават многобройните светилища на християнски мъченици – мартириуми, които се използват за поклонение пред светите мощи. След приемането на християнството за официална и единстевна религия в Източната Римска империя със столица Константинопол започва изграждането на самостоятелни епископски центрове в големите градове по Южното Черноморие. Созополската епископия и митрополия се смятат за най-старите и най-дълго просъществували институции, както в България, така и в Европа. Созополската епископия е включена в Адрианополската архиепископия, в провинция Хемимонт, диоцез Тракия. При археологически разкопки е открит в югозападната част на полуострова манастирски кладенец. Сведения за предполагаемия манастир се съдържат в препис на гръцки документ, открит в личния архив на созополския гражданин Яни Хрисопулос, в който се споменава, че манастирът св. Йоан Предтеча и някои други негови поделения („метоси“) в това число и манастирът „Хрисосотира“, през 1626 г. бил запален и изгорен до основи. Останки от църкви и параклиси на територията на съвременния град за периода XVI – XIX в. са намирани в местностите „Димитриюрт“, „Вънкашната чешма“, „Хуння“, с. Ченгене скеле и с. Отманлий.

## Археология
Първите археологически проучвания в района на град Черноморец са проведени в м. „Аклади Чеири“ през 2008 – 2010 г. от екип на НАИМ с институт към БАН с ръководител ас.д-р Петър Лещаков. При археологическите проучвания е разкрито енеолитно праисторическо селище, което е било разположено на площ от 10 дка земя с голям култов център с дълъг период на съществуване от края на неолита (5400 -5200 г. пр. Хр.) до халколита, култови ями и гробове от раннобронзовата епоха (началото на III хил. пр. Хр.). Резултатите от археологическите проучвания са публикувани в списание „Българска археология“ 2009 г. и Каталог към изложба, София 2010 г. През 2012 г. в рамките на правителствена програма „Виа Понтика“ са проведени спасителни археологически проучвания на ранновизантийска крепост при нос Акра, разположена северозападно от гр. Черноморец. Археологическите разкопки са осъществени от екип на НИМ под ръководството на доц. д-р Иван Христов с консултант доц.д-р Людмил Вагалински (НАИМ при БАН). Същата година през септември месец са проведени и подводни археологически проучвания в западната акватория на нос Акра, в залива Вромос, където е локализирано антично тържище (емпорион) с пристанище, част от територията на древногръцкия полис Аполония Понтика. Обобщаващите резултати от вторите археологически проучвания са поместени в първите фундаментални научни публикации, свързани с историята на град Черноморец – „Проучване на ранновизантийска крепост на полуостров Свети Никола при град Черноморец“, том 1, „Акра между Анхиало и Созопол“ и „Подводни археологически проучвания в залива Вромос, акваторията на град Черноморец – Емпорион в хората на Аполония Понтика“, том 1. През 2014 – 2015 г. разкопките в землището на град Черноморец продължават при полуостров Хрисосотира, където се разкрити археологически структури и находки от късноантична крепост. Настоящите резултати са поместени в поредната книга със заглавие „Ранновизантийска крепост на полуостров Хрисосотира при град Черноморец“. През 2014 – 2015 г. при преустрояването и модернизирането на пристанището на Централния плаж в града са проведени подводни археологически проучвания, проведени от екип на Центъра по подводна археология със седалище в град Созопол с ръководител д-р Драгомир Гърбов. При проведените археологически проучвания е локализиран корабокруширал италиански тежкотоварен дървен кораб тип „бриг", построен през втората четвърт на XIX в. в италианската фабрика Stabilimento Tecnico Triestino, създадена през 1837 г. в гр. Триест, Италия. Според мнението на археолозите корабът е разбит в скалите, вследствие на щорм по време на Руско – турската война през 1877 -1878 г.

## Забележителности

### Музей „Свети Никола“
Музей „Свети Никола“ е най-новата институция в град Черноморец. Музеят е създаден по оперативна програма „Регионално развитие 2007 – 2013 г.“ с цел представяне, съхраняване и популяризиране на богатата и древна история и култура на град Черноморец. Музеят се помещава в самостоятелна двуетажна сграда, наподобяваща архитектурата на Черноморския тип Странджанска къща като е разположен в близост до центъра на града. Състои се от две експозиционни зали, структурирани в две направления – археология и етнография. На първия етаж на музея е поместена археологическа експозиция „Черноморец – хилядолетното начало“, която е резултат от последователно проведените за периода 2008 – 2015 г. теренни и подводни археологически проучвания в землището на град Черноморец. Представени са уникални артефакти – керамични съдове, култова пластика, древни металургични съоръжения, каменни, костени оръдия на труда и рибарски приспособления, открити от праисторическо селище в м. „Аклади“ (VI – III хил. пр. Хр.), свидетелстващи за живота, поминъка и вярванията на най-ранните поселения в землището на самия град. Разнообразните бронзови монети, битова керамика, стъкло, амфори и риболовни принадлежности, архитектурни детайли и утвар от раннохристиянски храмове открити при късноантичните крепости на нос Акра (III век сл. Хр. – V век сл. Хр.) и полуостров Хрисосотира (VI в. – XIV в.) свидетелстват за живота в района през периодите на късната Античност и Средновековието. Интерес представлява богатата колекция от каменни котви, оловни щокове, дървени макети на кораби от Античността и Средновековието, свидетелстващи за крайбрежното корабоплаване и активната презморска търговия. На втория етаж е поместена етнографска експозиция „„Бит и култура на населението от Крайбрежна Странджа“, в която са изложени женски накити, тъкани, традиционно мъжко, женско и детско облекло на представителите от трите основни етнически групи – рупци, тронки и загорци, оформящи пъстрият етнографски облик на района. Представа за основния поминък на населението – земеделие, животновъдство, риболов, както и старинните местни занаяти дават изложените оръдия на труда и занаятчийски инструменти. Богато илюстрираните фотоси и табла дават визуална представа за архитектурния облик на с. Свети Никола (дн. гр.Черноморец), начина на живот, традициите и обичаите – част от духовната култура на местното население.

### Църкви и манастири
Храм „Свети Никола“ е създаден през 1858 г. на мястото на най-стария параклис в село Свети Никола. Изграждането на храма е свързано с местно предание, в което се разказва за група гръцки моряци, които претърпяват корабокрушение в Созополския залив, но се спасяват благодарение на иконата на Свети Никола, която носели със себе си и която изплувала от гемията. Преди да си тръгнат моряците оставят иконата на местните жители да я съхраняват, като по-късно изграждат и храма, посветен на светеца. Според спомените на местните жители иконата е била открита от жител на града, заровена при аязмото с лековита вода в двора на храма, където е изграден параклиса „Свети Пантелеймон Лечител“. Днес иконата, закриляща града и неговите жители и продължаваща да извършва своите чудеса пред вярващите може да бъде видяна в храма. Храмът е изграден на мястото на древно култово светилище. Според мнението на специалисти, преди строежа на настоящата църква в село Свети Никола е съществувал манастир в местността „Червенка“, посветен на Константин и Елена, който е бил български в противовест на гръцкото влияние. По време на Руско–турската война голяма част от църковната утвар е унощожена, но монаси успяват да скрият в подземията на манастира част от църковната утвар – икони и кръстове, съхранени по-късно в църквата. Църквата представлява еднокорабна базилика, паметник на културата с местно значение. През 1995 г. църквата е унищожена вследствие на пожар и единственото, което оцелява са резбован дървен кръст с обков, свещници, напрестолно евангелие, подарък от руските войски и чудотворната икона на Свети Никола. Днес църквата привлича с дървения си иконостас, резбован от Смолянски майстори, райската градина. В църквата могат да се видят и част от мощите на Свети Николай Чудотворец.
Камбанарията (Старата звънарница) е построена през 1860 г., две години след построяването на настоящата църква „Свети Никола“ в м. „Метофито“ (Метоха) около чифлика на созополската гръцка фамилия Пападокоолу.
Параклисът „Свети Пантелеймон Лечител“ е разположен в двора на църквата. Изграден е на 9 май 2009 г. с финансовата подкрепа на клуб „Ротари“.

### Параклис „Света Богородица“
Параклисът е разположен на брега на морето, в близост до пристанището на централния плаж. Построен е през 2013 г. 

### Исторически паметници
В района на днешния град Черноморец са локализирани три могили: първата е разположена на 2 км югозападно от града в м. „Пахатурю“, втората е разположена на 3 км югозападно от нея, така наречената „Гармишката тумба“, на 3 км югоизточно от нея е разположена третата могила. В района, в м. „Куручешма“ са били разположени топилните и монетарницата на античната Аполония Понтийска (дн. Созопол). 

### Антично тържище / емпорион / при залив „Вромос“
При проведени археологически проучвания западно от нос Акра е локализирано антично тържище (емпорион) в хората на древногръцкия полис Аполония Понтийска, в което е живеело смесено население от траки и елини. Тържището е поддържало интензивни търговски отношения с останалите градове и селища по Западното Черноморско Крайбрежие и полисите в Средиземно и Егейско море. Свидетелство за това дава откритата фрагментирана керамика и амфори на дъното на залива, произхождаща от Хиос, Родос, Книд, Милет и Тасос. Тържището е просъществувало до началото на IV в. след което поради зачестилите варварски нашествия селището е изоставено като според хипотезите на някои изследователи част от населението е преселено на близко разположеният нос Акра. За възможна причина за краят на селището се счита покачването на надморското ниво на Черно море и периодичните земетресения, вследствие на което селището е залято и изоставено.

### Ранновизантийска крепост Акра
Крепостта Акра е разположена на 2 км северозападно от града. Крепостта е била изградена в края на V началото на VI в.при управлението на император Анастасий, в най-тясната част на носа. Крепостта е служела за контролиране на крайбрежното корабоплаване и залива източно от пристанище Атия. Според мнението на археолози крепостта е била разрушена вследствие на земетръс. От крепостта е разкрита нейната източна стена и нейните отбранителни елементи – правоъгълната кула, пиластър и двата бастиона, разположени в централната част на стената. Крепостта е служела като укрепление на селище, заемащо площ от 18 дка. Във вътрешността са открити каменни основи от жилищни и стопански сгради. По време на аварските нашествия крепостта е опожарена, а селището разграбено. Крепостта е паметник на културата с национално значение. 

### Ранновизантийска крепост при полуостров Хрисосотира
Крепостта е изградена в западната част на Созополския залив при нос Хрисосотира (дн. м. „Червенка“) през V век вследствие на интензивните готски нашествия от север върху основите на антично, сателитно на Аполония Понтийска селище. При проведените археологически разкопки са проучени три кули, детайли от крепостната стена, двураменна стълба и 5 сгради от ранновизантийския период. Изцяло е проучена западната крепостна стена, двураменна стълба, 5 сгради от ранновизантийския период, както Крепостта функционира до първата половина на VII в., когато е разрушена и изоставена, вследствие на нашествията на авари и славяни. Крепостта е най-голямата и запазена крайбрежна крепост за периода на късната античност в целия Бургаски залив. Крепостта е паметник на културата с национално значение. През Средновековието тук е съществувал според мнението на някои специалисти средновековният манастир „Свети Николай – покровител на бедните“, около който се основава и развива и село Свети Никола (дн. Черноморец).

### Бункери от Втората световна война
Бункерите са разположени при нос Акра, на полуостров Свети Никола. Представляват военни отбранителни съоръжения, създадени на 1 май 1941 г., които са построени над земята от типа „блокспотове“.

## Редовни събития
- Кукеровден – един от най-очакваните и най-желаните празници в село Свети Никола (дн. Черноморец), чиято традиция е жива и днес. Празникът се провежда всяка година на Местни Заговезни, в центъра на града, във вид на младежки маскарадни игри.
- Никулден – празник на град Черноморец, провежда се на 6 декември. Ежегодно на тази дата се организира литийно шествие с чудотворната икона на Свети Николай до пристанището, където се извършва ритуалът по „заключване“ на морето.

Летен Никулден – ежегодно се чества на 9 май. На тази дата се извършва ритуалът по „отключване“ на морето.
Местен събор – в миналото се е провеждал два дни на 3 и 4 юни. За сбора идвали от всички съседни села: Карабунар (гр. Грудово), от Джемерен (Габър), от Дюлгерлий (Зидарово), от Кайнарджа (Извор), Созопол и т.н. През първия ден се устройвали специални панаирски хора и се пеели панаирски песни , а на втория се провеждали така наречените „пехливански“ борби. Днес се организира през година, през май –юни с провеждане на пехливански борби.

## Образование и просветно дело
Първите учебни занимания в село Свети Никола започват да се провеждат през 1873 г., под специално пригоден навес, разположен до построената през 1858 г. църква „Свети Никола“. За първи учител на селото бил нает Костадин Попов от с. Дюлгерлий (дн. Зидарово) син на гръцки свещеник, завършил в Созопол. През 1881 г. била построена първата училищна сграда в село Свети Никола по подобие на Созополското училище, което просъществувало до тридесетте години на века. На 12 април 1941 г. е открито последното основно училище в селото, получило името „Княз Симеон“, което след 1944 г. е преименувано на „Христо Ботев“. Училището продължава да функционира. В града има изградена Целодневна детска градина „Делфинче“.
Активната културно-просветна дейност на града се осъществява от читалище „Димо Николов“. Читалището е основано през 1926 г. и наименувано „Самообразование“ по инициатива на учителя в селото Минчо Иванов Вълев. По-късно е преименувано на „Димо Николов“. Към читалището функционира и библиотека. Читалището притежава голяма открита сцена, където през летния сезон се представят културните изяви и събития, включени в културния календар на града. 